# Dickinson (Dakota del Nord)
Dickinson és una població dels Estats Units a l'estat de Dakota del Nord. Segons el cens del 2009 tenia 16.265 habitants.

## Demografia
Segons el cens del 2000, Dickinson tenia 16.010 habitants, 6.517 habitatges, i 4.020 famílies. La densitat de població era de 652,7 hab./km².
Dels 6.517 habitatges en un 30,9% hi vivien nens de menys de 18 anys, en un 49,7% hi vivien parelles casades, en un 9,1% dones solteres, i en un 38,3% no eren unitats familiars. En el 32,4% dels habitatges hi vivien persones soles el 13,3% de les quals corresponia a persones de 65 anys o més que vivien soles. El nombre mitjà de persones vivint en cada habitatge era de 2,33 i el nombre mitjà de persones que vivien en cada família era de 2,99.
Per edats la població es repartia de la següent manera: un 24,5% tenia menys de 18 anys, un 13,8% entre 18 i 24, un 25,9% entre 25 i 44, un 19,8% de 45 a 60 i un 16,1% 65 anys o més.
L'edat mediana era de 36 anys. Per cada 100 dones de 18 o més anys hi havia 88,7 homes.
La renda mediana per habitatge era de 31.542$ i la renda mediana per família de 41.566$. Els homes tenien una renda mediana de 30.613$ mentre que les dones 19.951$. La renda per capita de la població era de 15.975$. Entorn del 7,1% de les famílies i el 12% de la població estaven per davall del llindar de pobresa.

## Poblacions més properes
El següent diagrama mostra les poblacions més properes.